# Bierry-les-Belles-Fontaines
Bierry-les-Belles-Fontaines är en kommun i departementet Yonne i regionen Bourgogne-Franche-Comté i norra Frankrike. Kommunen ligger i kantonen Guillon som tillhör arrondissementet Avallon. År 2022 hade Bierry-les-Belles-Fontaines 154 invånare.

## Befolkningsutveckling
Antalet invånare i kommunen Bierry-les-Belles-Fontaines
| Referens: INSEE |